# Valdis Story: Abyssal City
Valdis Story: Abyssal City est un jeu vidéo de type metroidvania développé et édité par Endless Fluff, sorti en 2013 sur Windows et Mac.
Le jeu a été financé sur Kickstarter a hauteur de 49 574 $ par 2 505 contributeurs (sur une demande initiale de 8 000 $).

## Accueil
- Jeuxvideo.com : 18/20[2]